# Leyla Chihuán
Leyla Chihuán (ur. 4 września 1975 w Limie) – peruwiańska siatkarka grająca na pozycji środkowej. Obecnie występuje w drużynie Regatas Lima.
W sezonie 1997/98 wraz z zespołem Augusto Kalisz, w którym grała wspólnie z inną Peruwianką – Yulissą Zamudio, zdobyła mistrzostwo Polski.